# Briatexte
 Briatexte là một xã trong tỉnh Tarn thuộc vùng Occitanie ở miền nam nước Pháp. Xã này nằm ở khu vực có độ cao trung bình 150 mét trên mực nước biển.
Sông Dadou chảy theo hướng tây qua phía bắc thị trấn.